# RG-12
RG-12 – południowoafrykański transporter opancerzony, chroniący załogę przed wybuchami min czy granatów. Wóz opracowała spółka Land Systems OMC na potrzeby sił bezpieczeństwa RPA. Używany w kilku krajach, głównie przez siły policyjne.

## Historia
RG-12 zaprojektowano w latach dziewięćdziesiątych XX wieku jako kołowy transporter opancerzony na potrzeby sił bezpieczeństwa RPA. Pojazd został opracowany przez południowoafrykańską spółkę Land Systems OMC, będącą częścią koncernu BAE Systems. Pojazd przeznaczony jest głównie dla sił policyjnych i bezpieczeństwa wewnętrznego. Może jednak być używany jako wojskowy transporter opancerzony, bankowóz, wóz dowodzenia czy pojazd ratowniczy. RG-12 został wyeksportowany w liczbie około 830 pojazdów do użytkowników w 13 krajach. Główni operatorzy to policja południowoafrykańska oraz włoscy Carabinieri.

## Konstrukcja
Kadłub RG-12 ma konstrukcję skorupową. Jest on spawany i wykonany całkowicie ze stali. Wóz wyposażono w specjalny zestaw drzwi. Przednia para drzwi otwierana jest w sposób klasyczny, w centralnej części kadłuba znajdują się zaś drzwi przesuwane, które umożliwiają szybkie wchodzenie i wychodzenie załogi. Dodatkowo podczas otwierania drzwi te pozostają blisko kadłuba, co zapewnia możliwość lepszego działania w ciasnych i wąskich miejscach. Pojazd wyposażony jest w specjalny właz dachowy nad fotelem dowódcy. Załoga RG-12 składa się z kierowcy, dowódcy i do dziesięciu funkcjonariuszy lub żołnierzy w przedziale desantowym. RG-12 dzieli wiele wspólnych podzespołów z wozem RG-31 Nyala, w tym elementy układu napędowego.
Pojazd zapewnia wysoki poziom ochrony balistycznej przedziału załogi i dachu pod kątem 30°, przed pociskami 7,62 × 51 mm NATO oraz 5,56 × 45 mm. Szyby pojazdu są kuloodporne i zapewniają ochronę balistyczną na takim samym poziomie jak kadłub.

## Wersje
Wersje produkcyjne pojazdu:
- RG-12 Mk1 – pierwsza wersja produkcyjna, wyposażona w silnik ADE 366T.
- RG-12 Mk2 – ulepszona wersja Mk1, wyposażona dodatkowo w APU, system sterowania klimatyzacją, centralny system pompowania opon, ABS oraz liczne modyfikacje poprawiające ergonomię. Wóz ma możliwość montażu regulowanej rampy MARS
- RG-12 CAT – wóz wyposażony w nowy silnik produkcji firmy Caterpillar.
- RG-12 Command Vehicle – pojazd opracowany na rynek bliskowschodni.
- RG-12 Mk3 – ulepszona wersja Mk2.
- RG-12 Mk4 – najnowszy wariant produkcyjny. Wyposażony w nowy silnik Mercedes-Benz 6R106 o mocy 180 kW, hamulce tarczowe i cyfrowy układ elektryczny.

## Użytkownicy
Użytkownicy pojazdu RG-12:
- Arabia Saudyjska
- Jordania
- Kanada – Kanadyjska Królewska Policja Konna, Calgary Police Service, London Police Service
- Kolumbia – policja
- Kongo –  policja
- Kuwejt
- Malawi – policja
- Mozambik – policja
- Południowa Afryka – South African Police Service
- Stany Zjednoczone – policja – Port Authority of New York and New Jersey Police Department, Connecticut State Police
- Włochy – 33 pojazdy w służbie Carabinieri
- Wybrzeże Kości Słoniowej – policja
- Zjednoczone Emiraty Arabskie – policja

## Galeria

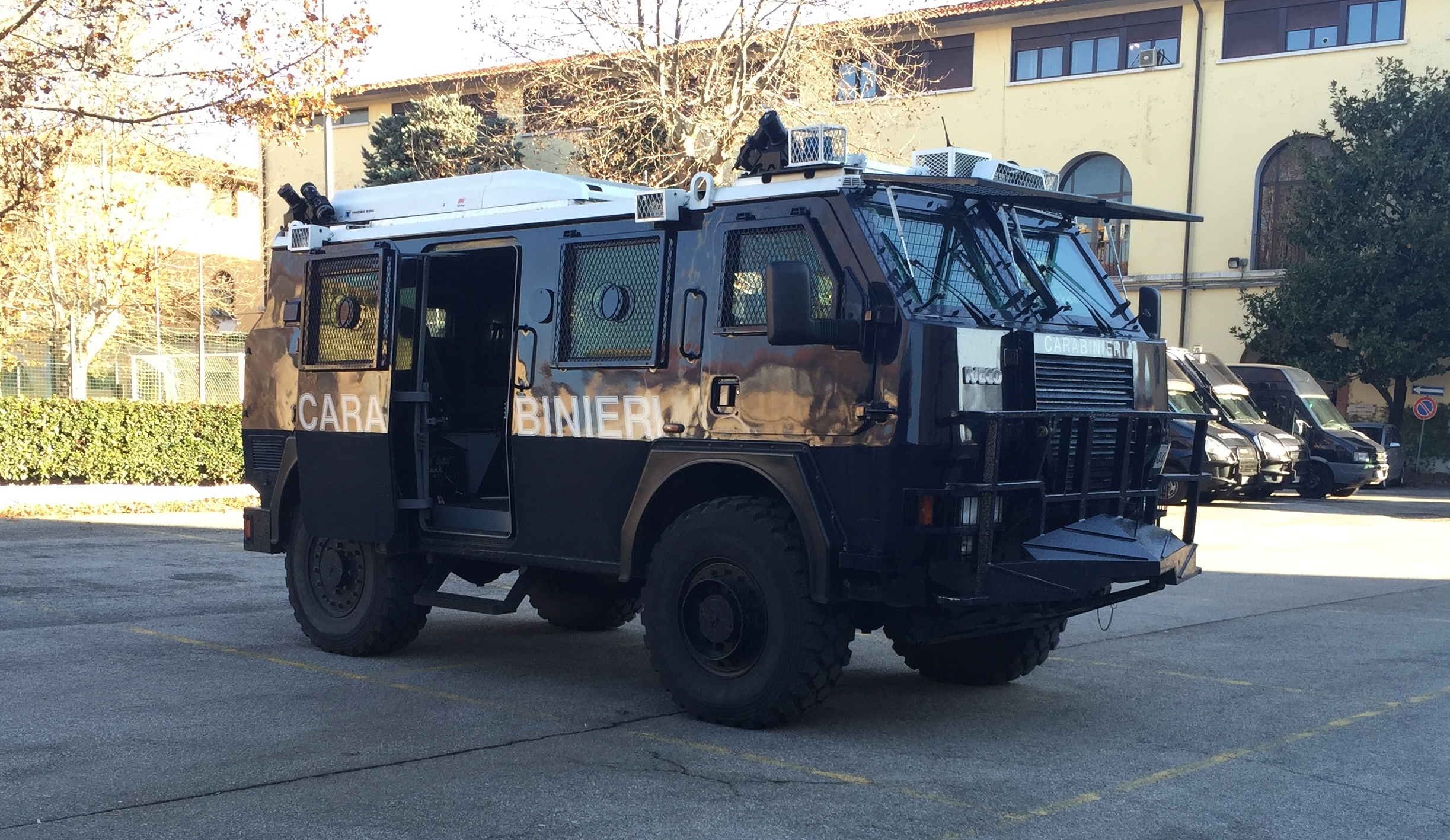
RG-12 w służbie Carabinieri (2014)
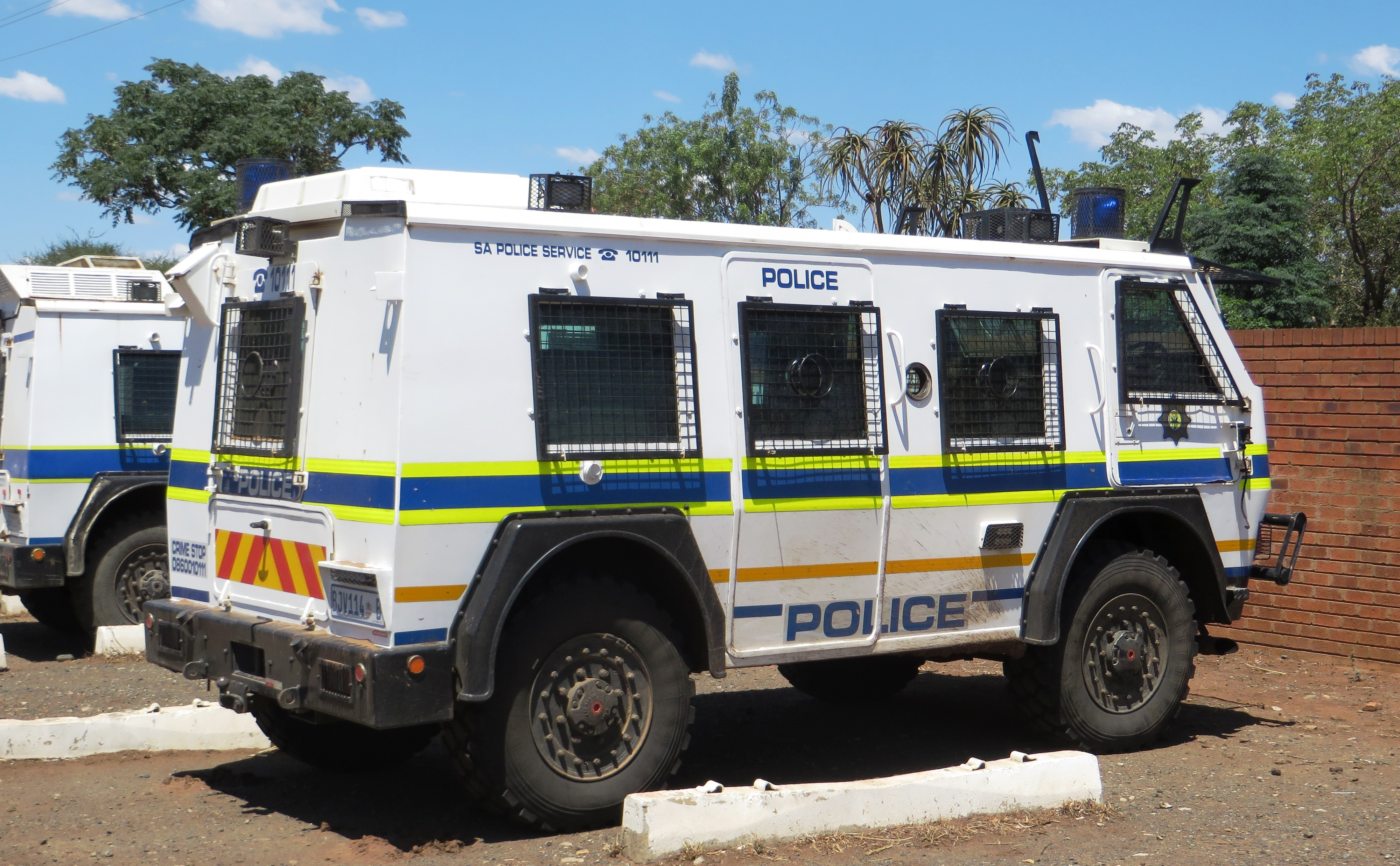
RG-12 w służbie policji południowoafrykańskiej, widok na bok pojazdu
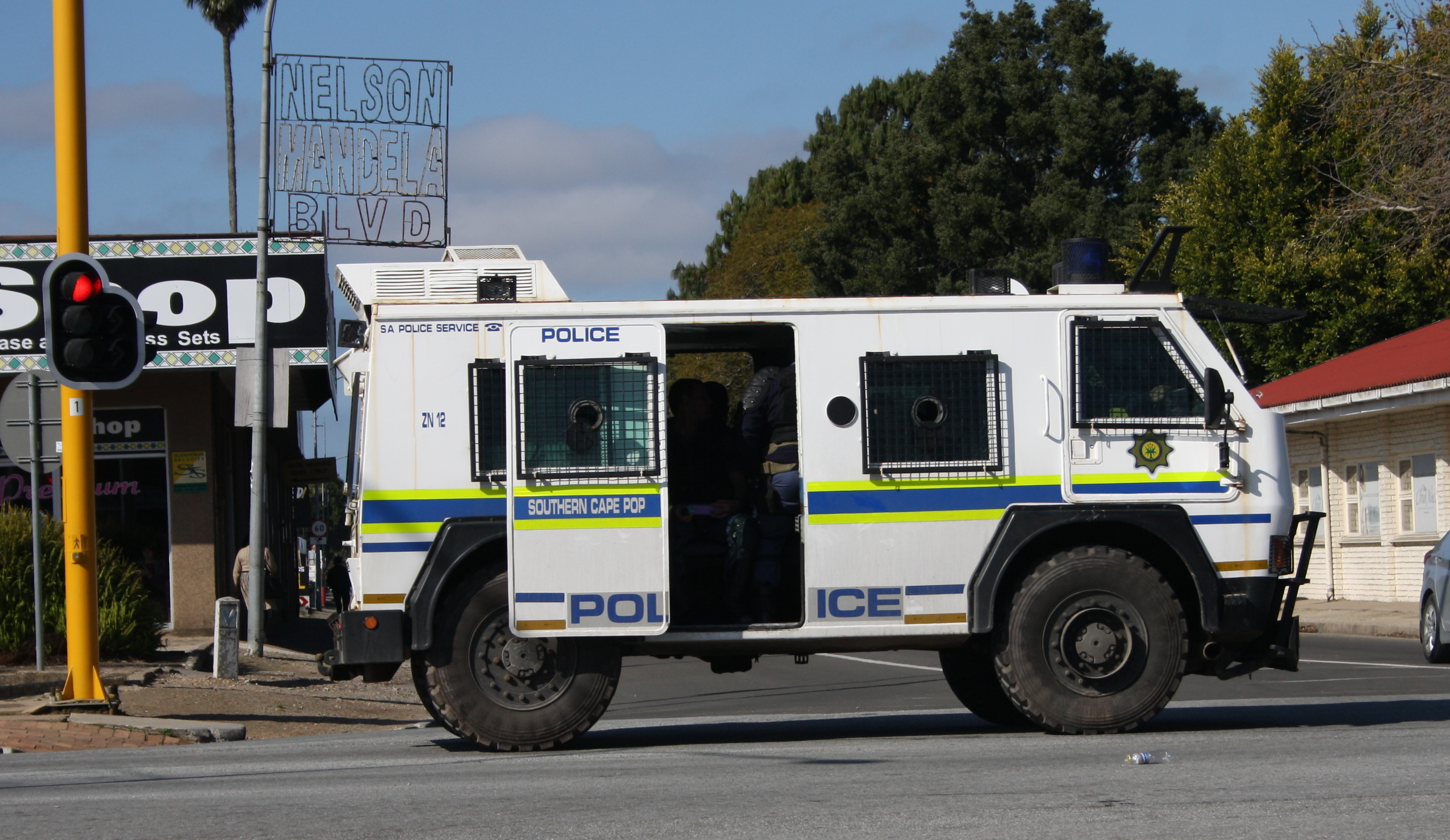
Widoczne specjalne, przesuwane drzwi boczne